# Református templom (Szentgyörgyvölgy)

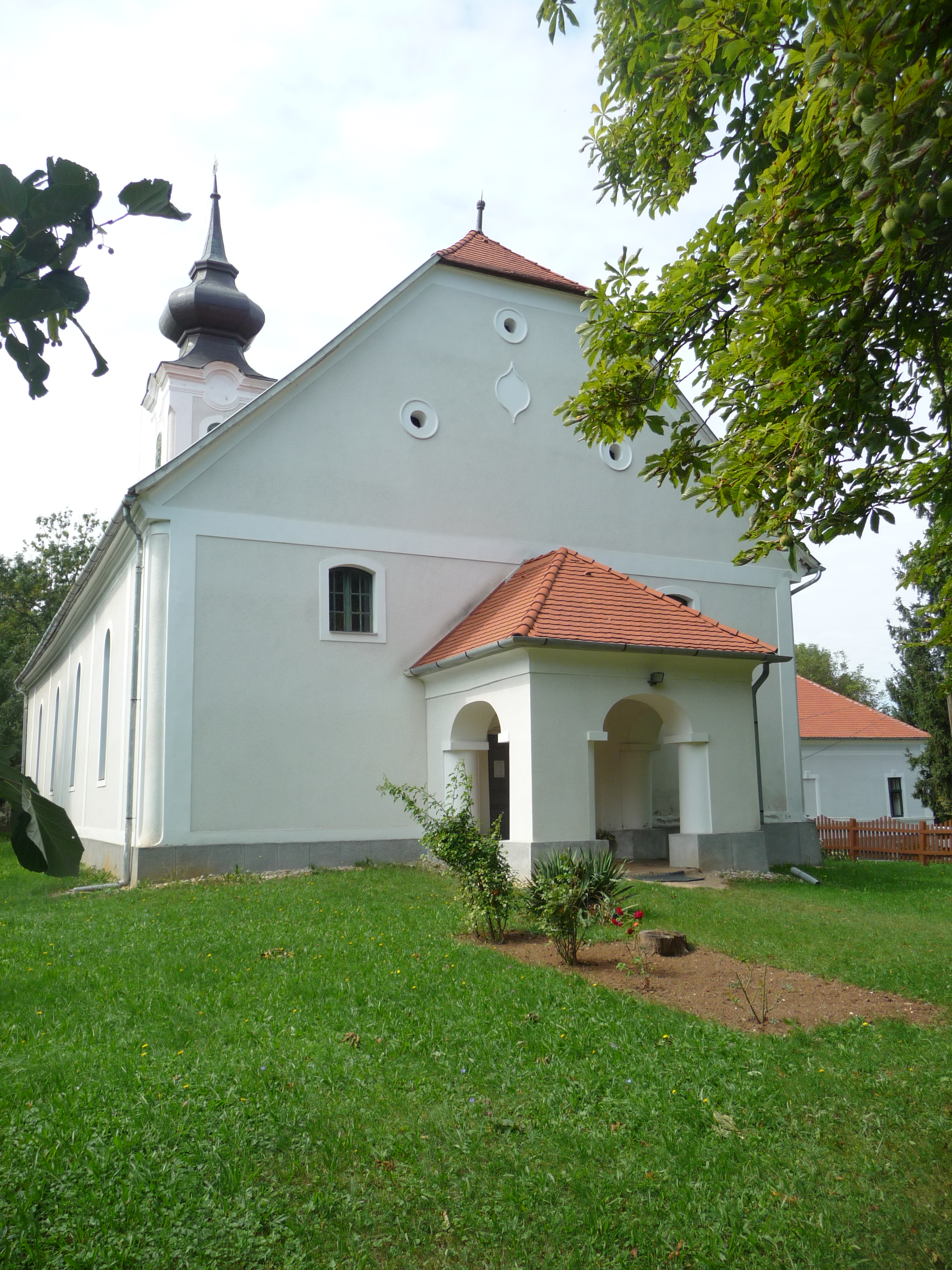
A bejárati előcsarnok

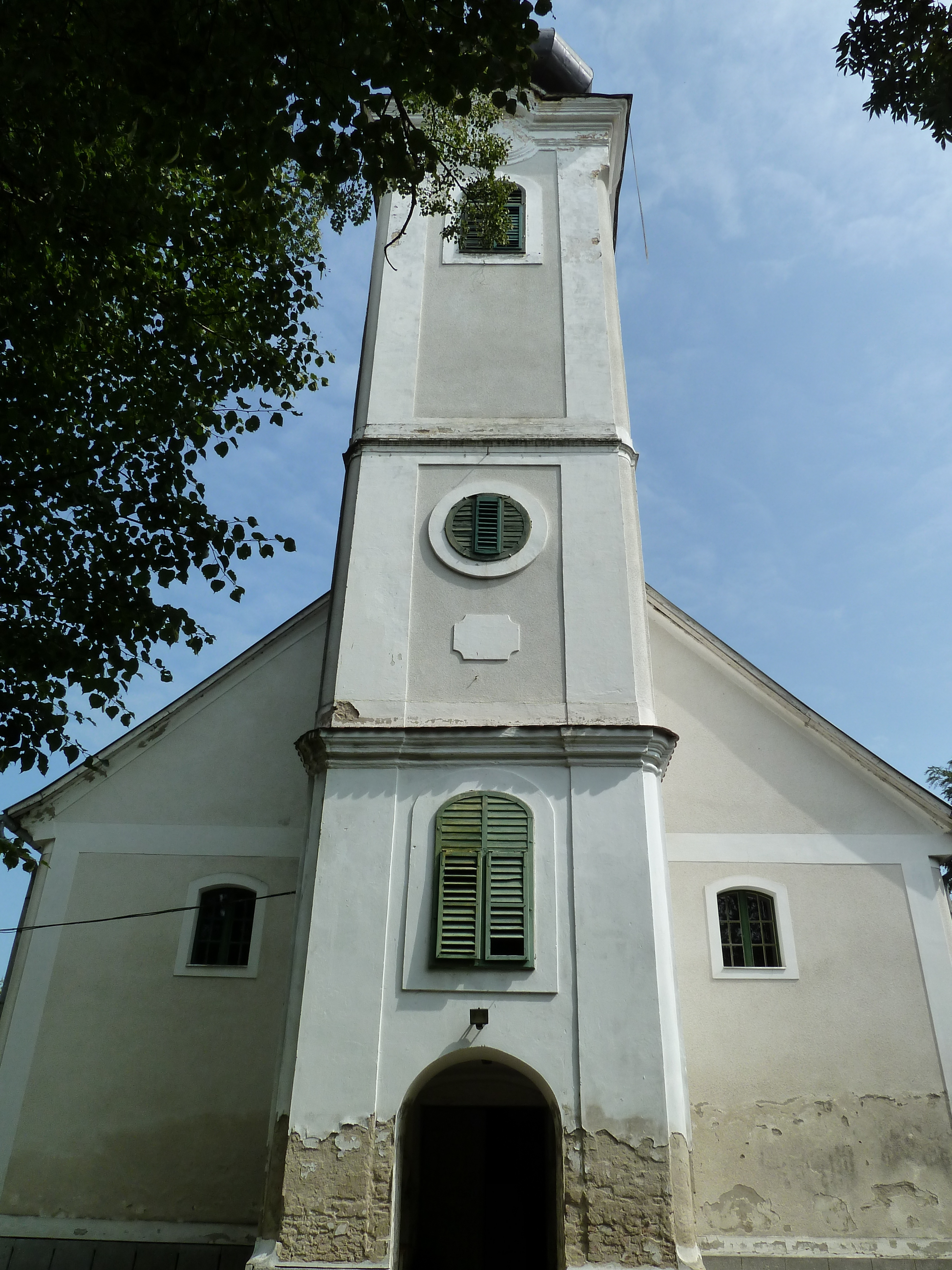
Tornya és vizesedő nyugati fala

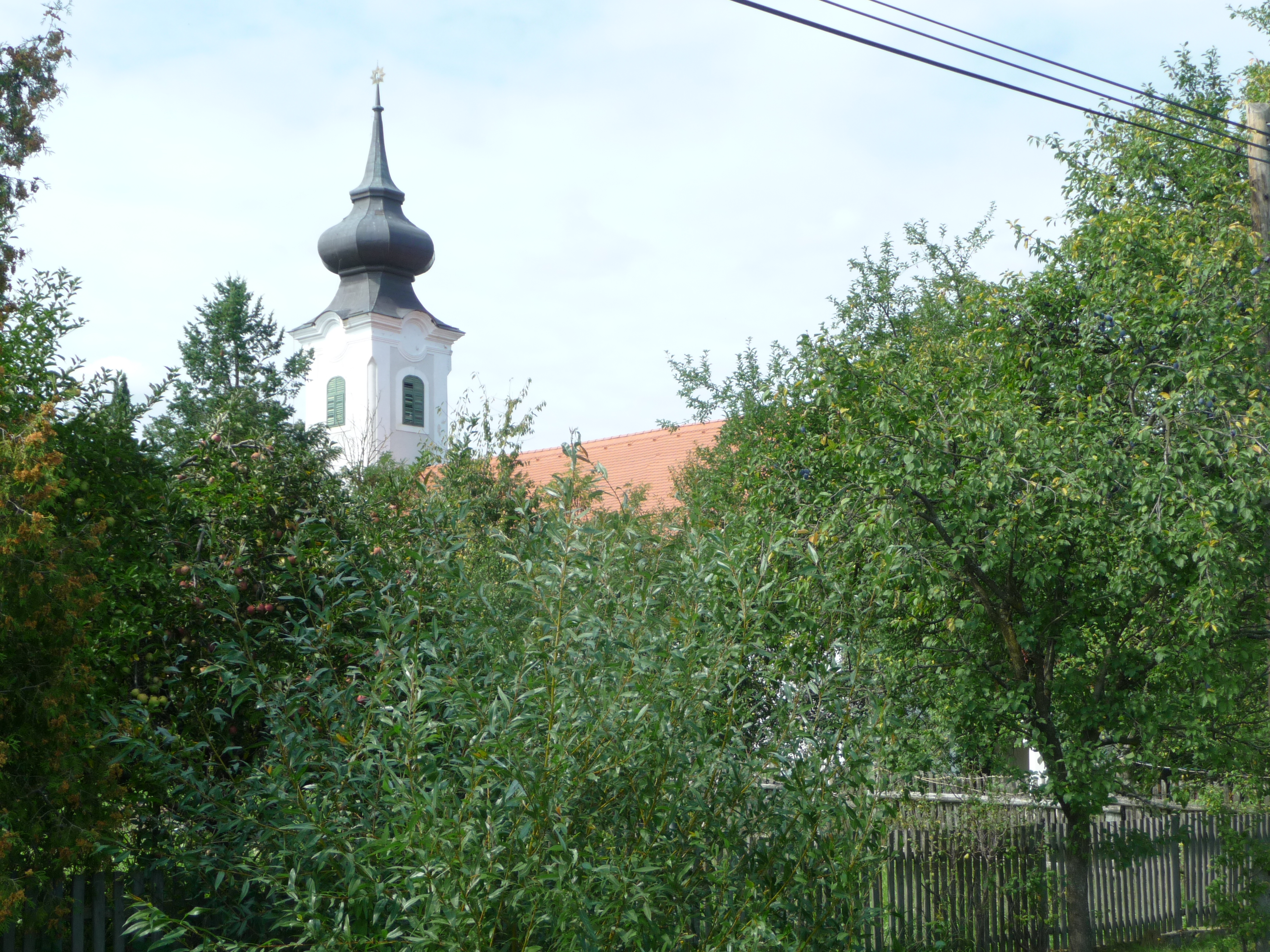
A torony hagymakupolája délről

A magyarországi festett kazettás mennyezetű református templomok közül Szentgyörgyvölgy temploma (Petőfi Sándor u. 33.; É 46°726412579131 K 16°415018950513; helyrajzi száma: 98) fekszik a legnyugatabbra és ez épült a legkésőbb.
Műemlék. Műemlékvédelmi törzsszáma: 6335; KÖH azonosítója: 11009.

## Története
A szentgyörgyvölgyi reformátusok ideiglenesen már 1762-ben sárfalú imaházat építettek, majd II. József türelmi rendeletét kihasználva téglatemplom építését is tervbe vették. Ezt — akkor még torony nélkül — 1787-ben húzták fel annyira sietve, hogy az ácsok állítólag útközben, a szekéren faragták ki az erdőből hozott fatörzsekből a gerendákat, hogy mire az engedélyt visszavonnák, már készen legyenek mindennel. Tornyát 1792-93-ban emelték fel, addig egy kis fa harangláb állt az épület mellett.
A templom népi barokk stílus jegyeit hordozza. A falak és a torony felemésztette az eklézsia pénzét, és sok év telt el addig, amíg a belső berendezéshez és mennyezethez szükséges anyagiakat össze tudták gyűjteni.
Ráadásul 1805-ben — máig se tudni, miért; valószínűleg a sietősen végzett alapozás miatt — a templom fala megrepedezett, a kórust tartó gerenda eltört. A pénzszűke miatt a javítás 1820-ig eltartott.
A templom építésének kezdetén Horváth István volt a lelkész. 1826-ban Hajas Istvánt választották meg, és ő 1830-ra készíttette el a belső berendezéseket. A templom mennyezetének kazettáit és a karzatokat három helybéli asztalos: Rákos Ferenc, Szabó Tamás és Szabó János készítette el. A kazettákat és minden más fa berendezési tárgyat az ekkor már 74 éves, Egyházasrádócon lakó Patkó András nyugalmazott tanító, a gyülekezet első iskolamestere (1784-től nyugalomba vonulásáig) festette ki 1829-ben. A szószéket 1830-ban készítették ugyancsak helyi mesterek.
A templomot 2000-ben felújították, falait kívül-belül újrafestették.
Falai néhol embermagasságig vizesednek, ami kívül és belül is látszik. Vakolata és a torony északi oldalán a festése erősen kopik.

## Az épület
A kis dombon, szabadon álló, téglalap alaprajzú, egyhajós épület nyugati homlokzata előtt hagymasisakos torony magaslik. A keleti homlokzat felé csonkakontyolt nyeregtető fedi. A keleti bejáratához bejárati előcsarnokon át juthatunk el.

## Berendezése
A templom belsejének déli oldalán emelkedik a koronás szószék, a többi oldalra faoszlopokon nyugvó karzatot építettek.
A mennyezetet 88 fa kazettából állították össze. A téglalap alakú táblákat bárányfelhő motívumokkal az égboltozat díszíti. A karzat a három oldalon épült; mellvédje 20 kazettából áll, a széleiken népi faragásos lécekkel. A karzatok alja is kazettás (37 kazetta). A karzatok alján kék, fehér, fekete, hímzésmintákra emlékeztető virágos és csillagos díszeket láthatunk (ezek kevésbé koptak meg, fakultak ki, mint a mellvéd és a mennyezet színei). A mellvéd egyes táblái faragottak, másokon festett, geometrikus minták ékítenek. A faoszlopok festése a kőből rakott oszlopok mintázatát utánozza. A karzatra annak keleti és nyugati végén juthatunk fel egy-egy falépcsőn.
A mennyezet közepén két táblán a többi kazettától eltérő motívum látható: a Napot jelképező virág körül a felirat: „E hely ne egyéb, hanem Istennek háza, és a Mennynek kapuja. (I. Mózes 28,17). Mely igen szerelmetesek a Te Hajlékaid, Ó Seregeknek Ura. sat LXXXIV Sold 25 v.” A központi nagy csillagot, a köréje írt bibliai idézeteket és az azt követő gyöngysoros díszítést gyöngyvirágból font koszorú fogja közre. A koszorún szalag sodródik. A szalag látható szakaszainak felirata: „1829-dikben Tiszt. Tudós Hajas István úr Prédikátorságában festette Patkó András”. A mennyezet torony felőli végén, a déli sarok egyik kazettájában megtalálható az asztalosok neve is. A két kijárat felett egy-egy újabb nagy csillag látható.
A szószék sötétbarna színével és barokkos formájával elüt az egyszerű belső képtől. Két részből áll: a tulajdonképpeni szószék és a korona egyaránt faragott és festett. A korona alsó peremét deszkából fűrészelték ki; rajta csengőre emlékeztető díszek függnek.
A szószék mellett emléktáblát helyeztek el. Felirata:
1517-1917 október 31.
A szentháromság
egy igaz Isten
anyaszentegyháza
eredeti fundamentomra
visszahelyezésének négyszázados
emlékére

Más fundamentomot senki nem
vethet azon kívül, mely egyszer
vettetett, mely a Jézus Krisztus
(:I.Kor: III:II:)
A templom terében öt, egymástól járásokkal, spodiummal elválasztott, szürkére festett, copf stílusú padsor áll. Az úrasztalához közeli padsor és a mózesszék elejét faragás ékíti.

## A templom belseje képeken

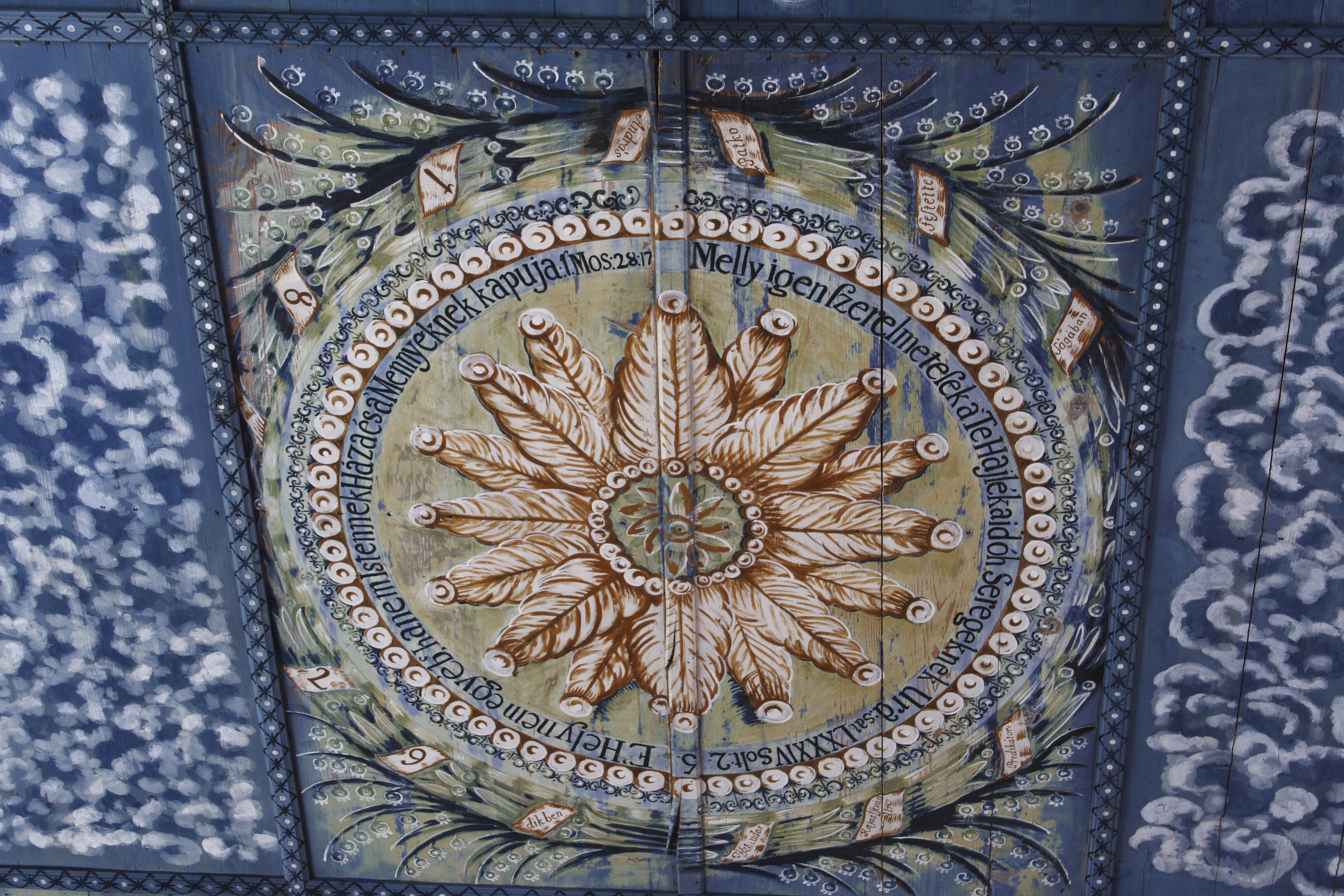
A kazettás mennyezet középső csillaga
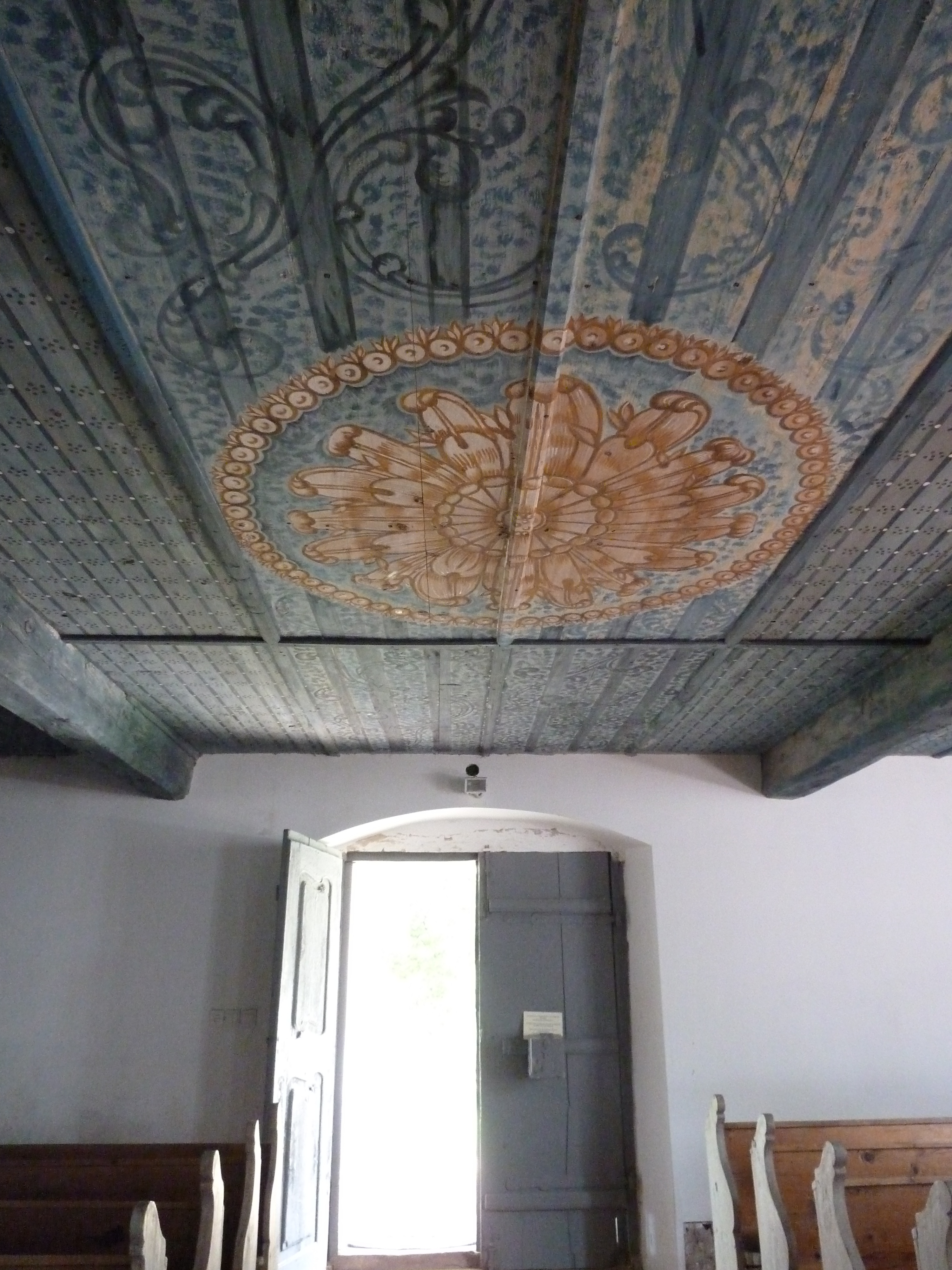
A templom keleti bejárata belülről
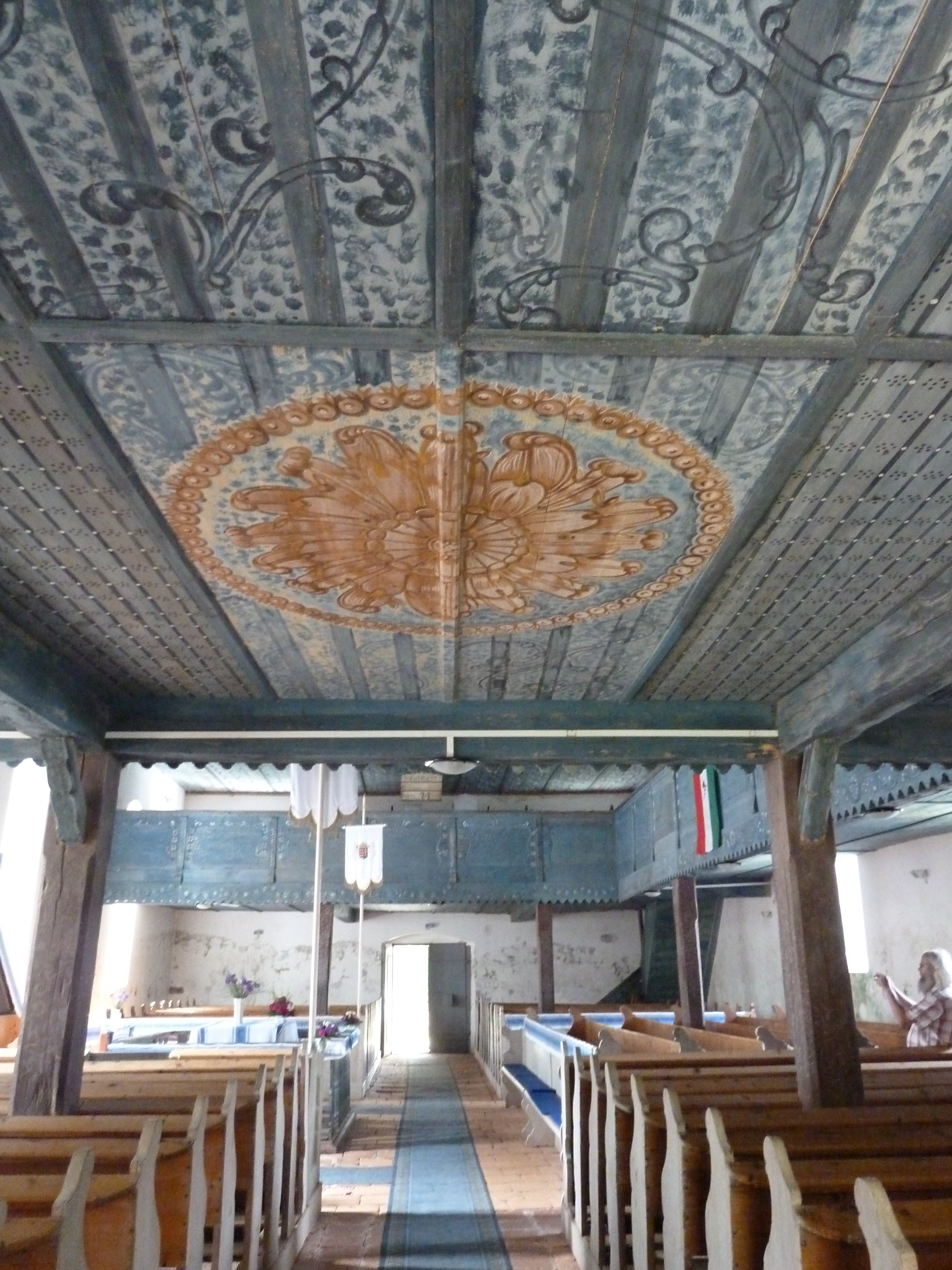
A templom festett famennyezete
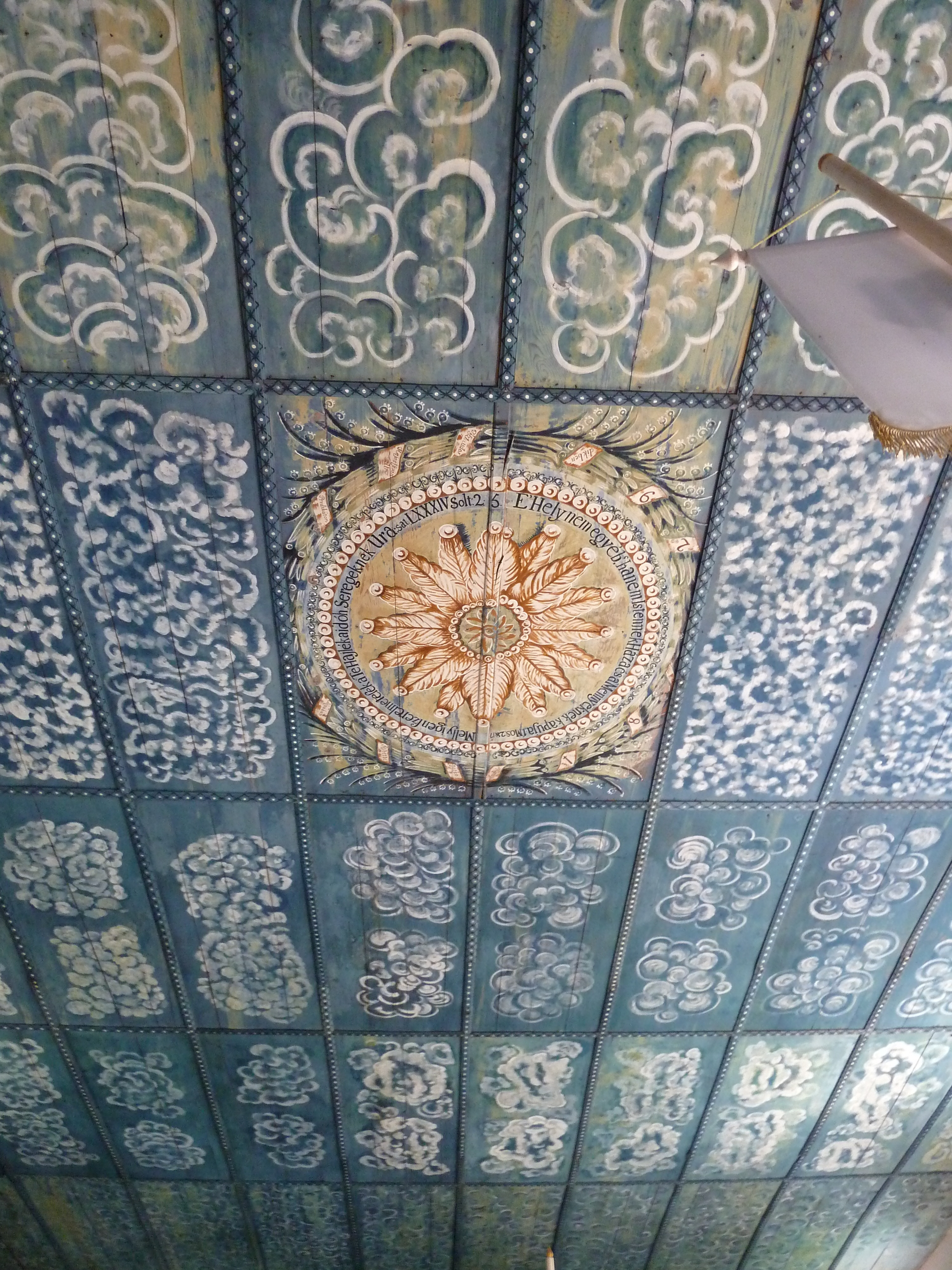
A templom mennyezetének közepe
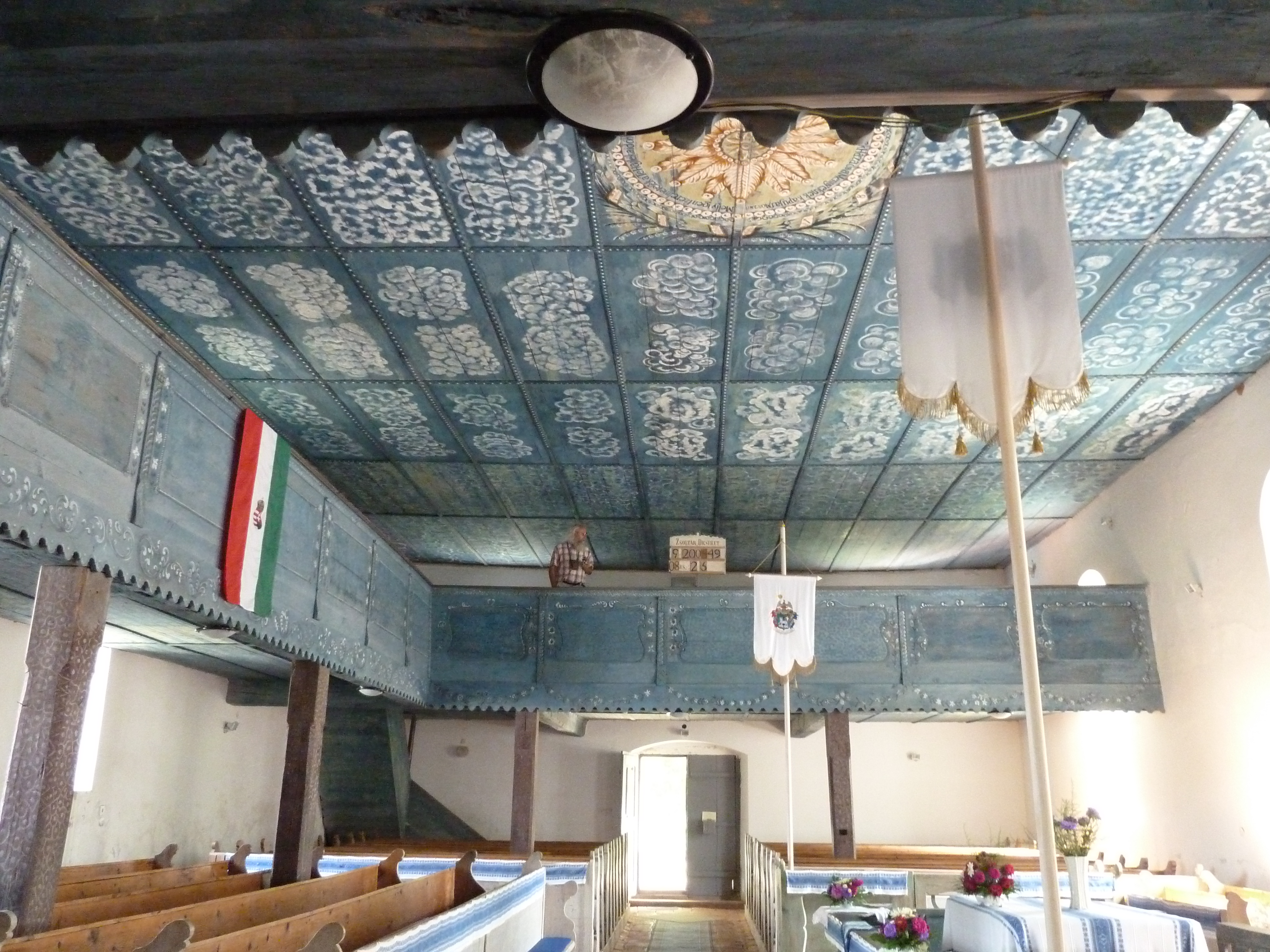
A karzat északi és keleti oldala
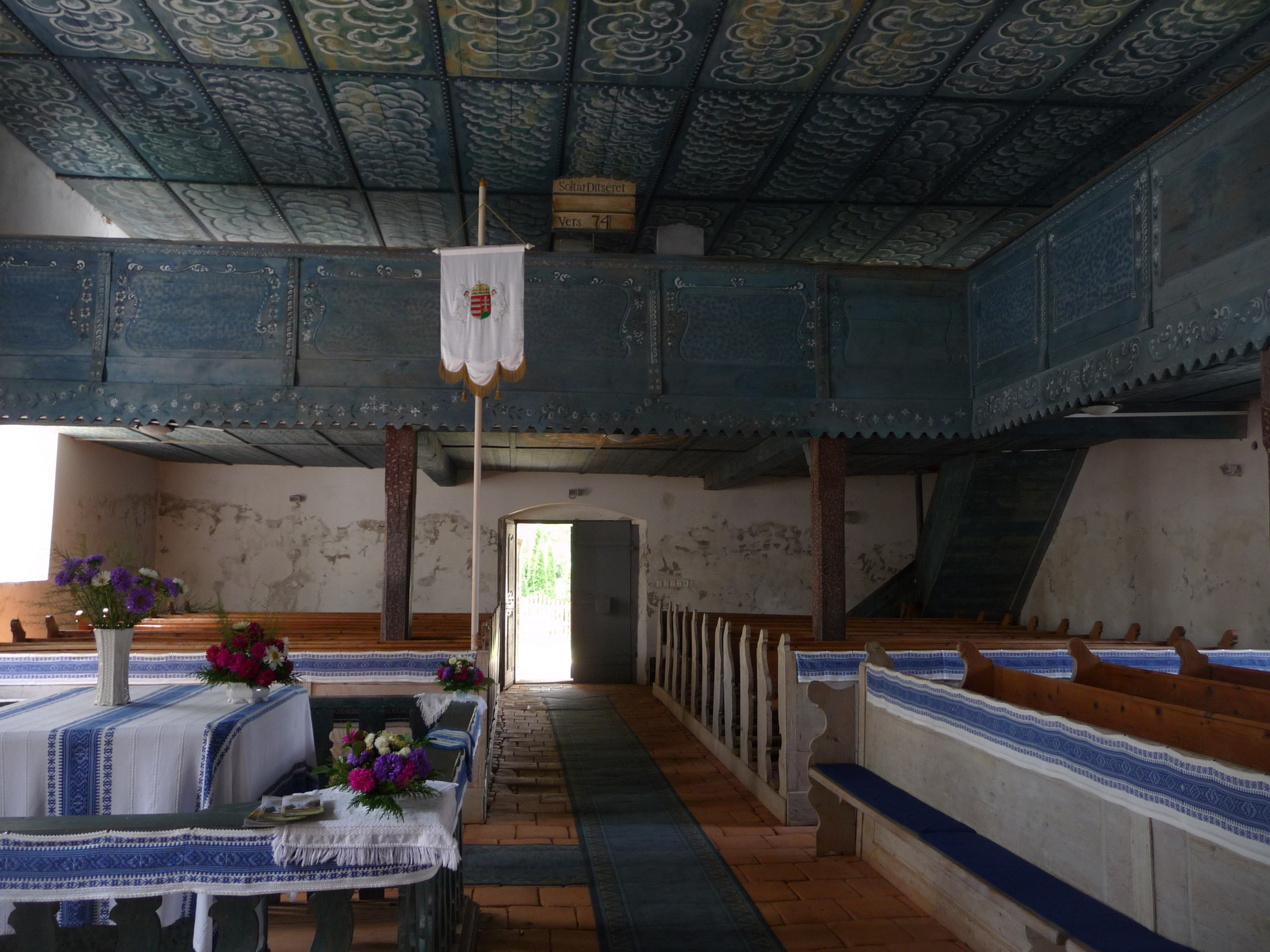
A karzat északi és nyugati oldala
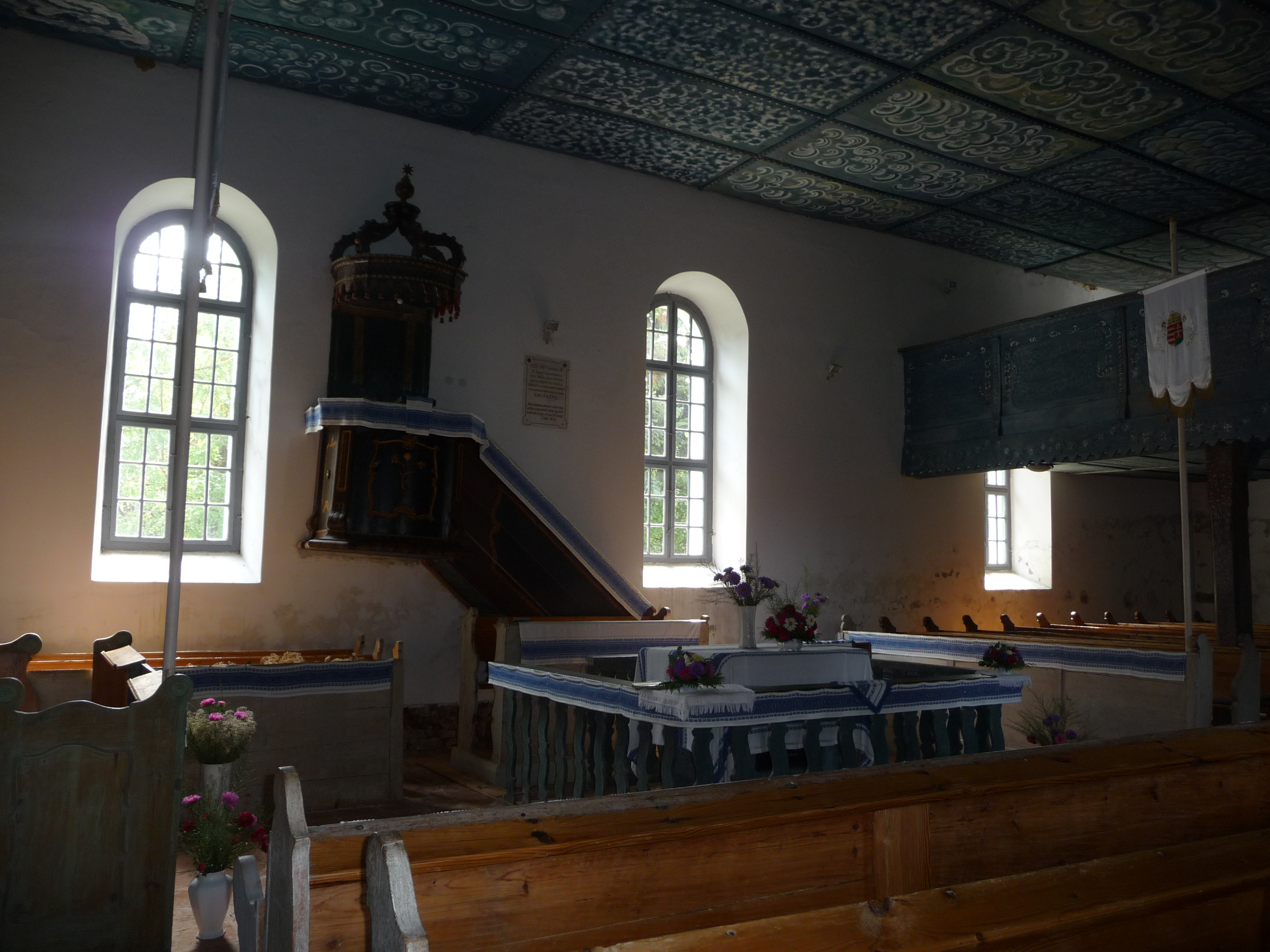
Szószék és úrasztala
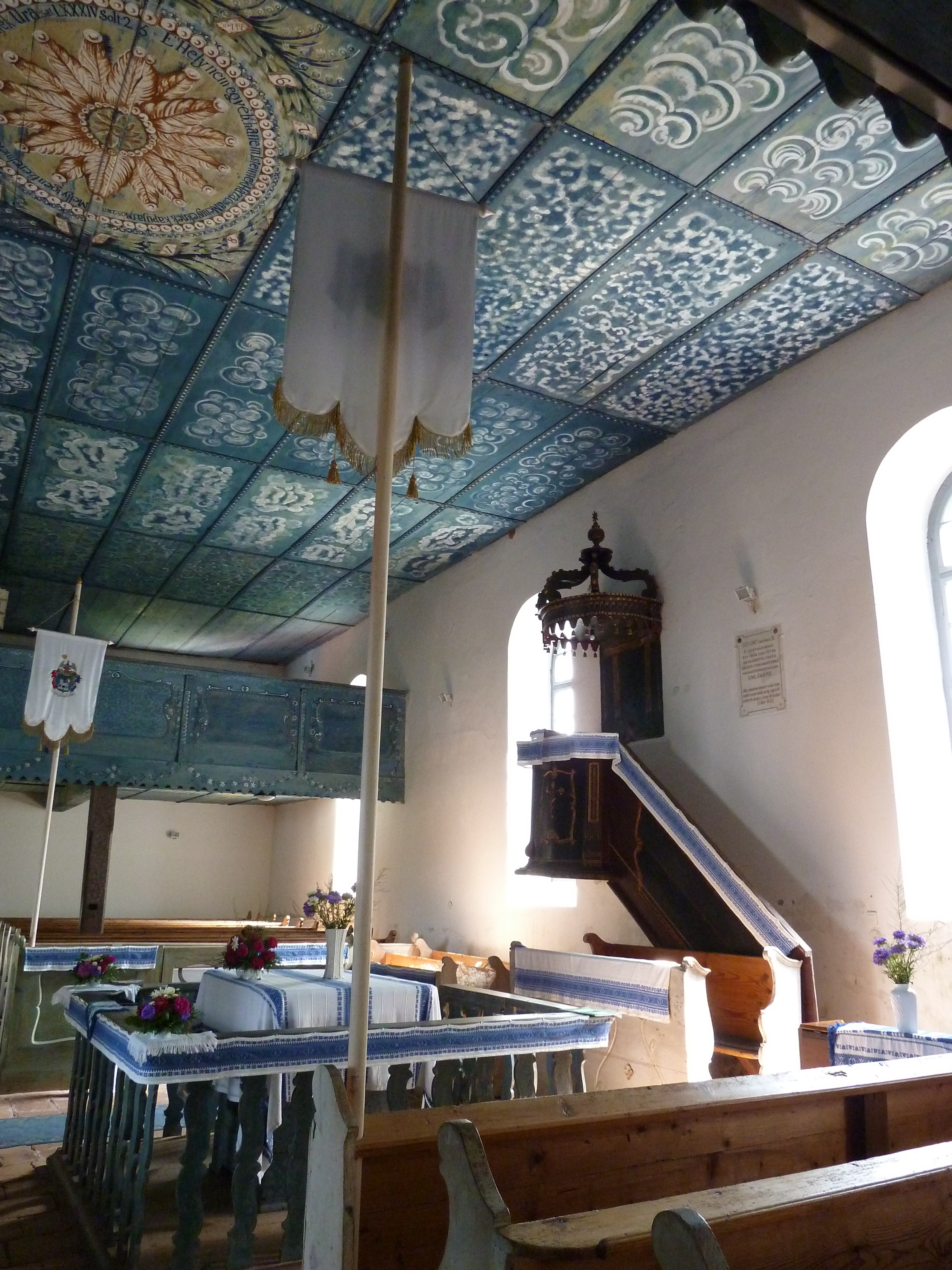
Szószék és úrasztala
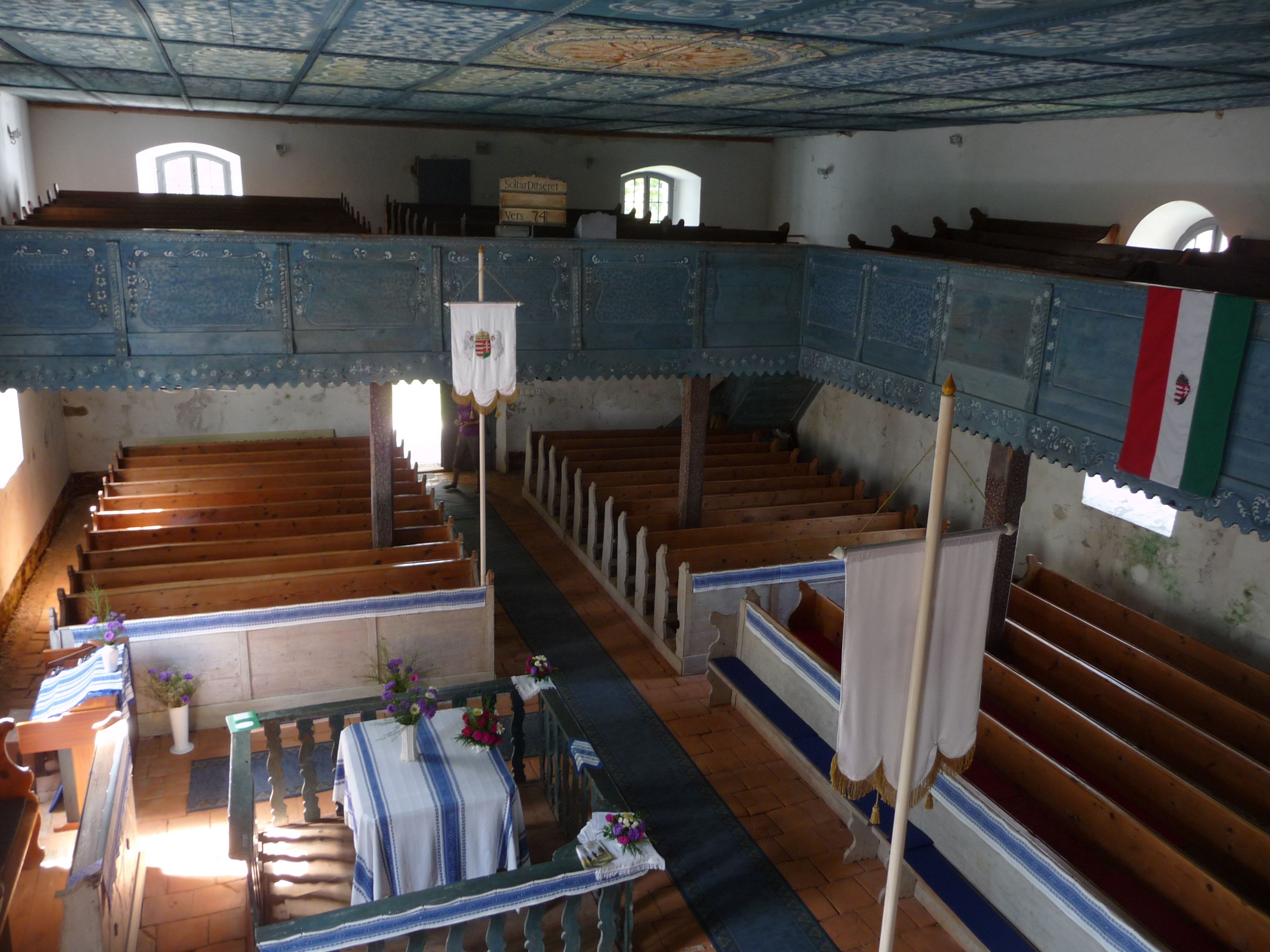
Úrasztala és padok
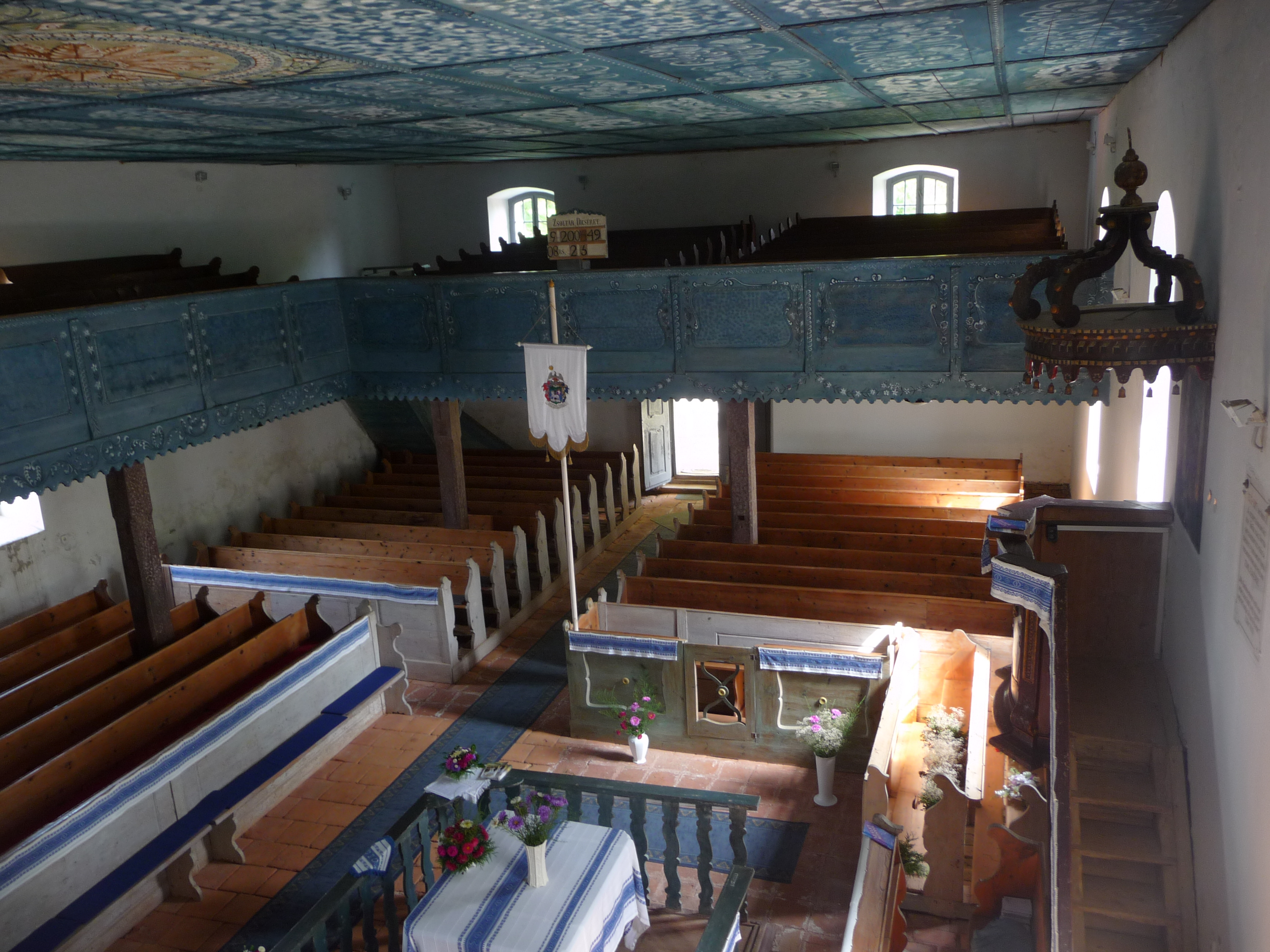
A nyugati karzatról

## Hitélet
Istentisztelet minden hónap első és harmadik vasárnapján, 10:00 órakor.

## Nyitvatartás
Nyitva áll; nap közben (8:00–20:00 között) szabadon látogatható.
Gondnok: Kiss Árpád, T: 06202261890
https://www.facebook.com/kazettastemplom/
https://cms.zala.hu/sight/qrcode/szentgyorgyvolgyi-reformatus-templom/hu